# Bestar
Bestar (llamada oficialmente Santa María de Bestar) es una parroquia española del municipio de Cospeito, en la provincia de Lugo, Galicia.

## Organización territorial
La parroquia está formada por cinco entidades de población:
- Campo de Aldea (O Campo da Aldea)
- Monte  (O Monte)
- Prados (Os Prados)
- Toxal (O Toxal)
- Trobos (Os Trobos)

## Demografía
| Gráfica de evolución demográfica de Bestar entre 2000 y 2019 |
|                                                              |
| Datos según el nomenclátor publicado por el INE.             |